# Parc national et réserve de Lake Clark
Le parc national et réserve nationale de Lake Clark (Lake Clark National Park and Preserve) est un parc national américain situé dans le Sud-Ouest de l'Alaska. Le parc national et la réserve du lac Clark couvrent 16 308 km² dans le centre-sud de l’Alaska, à environ 100 km au sud-ouest d’Anchorage. Ses paysages de toundra, de forêts et de volcans actifs (mont Redoubt, mont Iliamna), attirent en moyenne environ 5 000 visiteurs par an.

## Géographie
Le parc comprend une variété de paysages assez importante : la jonction de trois chaînes de montagnes, une ligne côtière avec des forêts pluviales (le long du golfe de Cook), un plateau de toundra alpine, des glaciers, des lacs glaciaires, des rivières à saumons, ainsi que deux volcans : le mont Redoubt et le mont Iliamna. La région comprend trois rivières sauvages et pittoresques : la Chilikadrotna, la Mulchatna et la Tlikakila. Le parc comprend de nombreux cours d’eau et lacs essentiels à la pêche au saumon dans la baie de Bristol, y compris le lac Clark. Malgré ces atouts, le parc est l'un des moins visités de l'État (5 000 personnes seulement à l'année), car aucune route n'y conduit, l'avion étant le seul moyen d'y accéder.

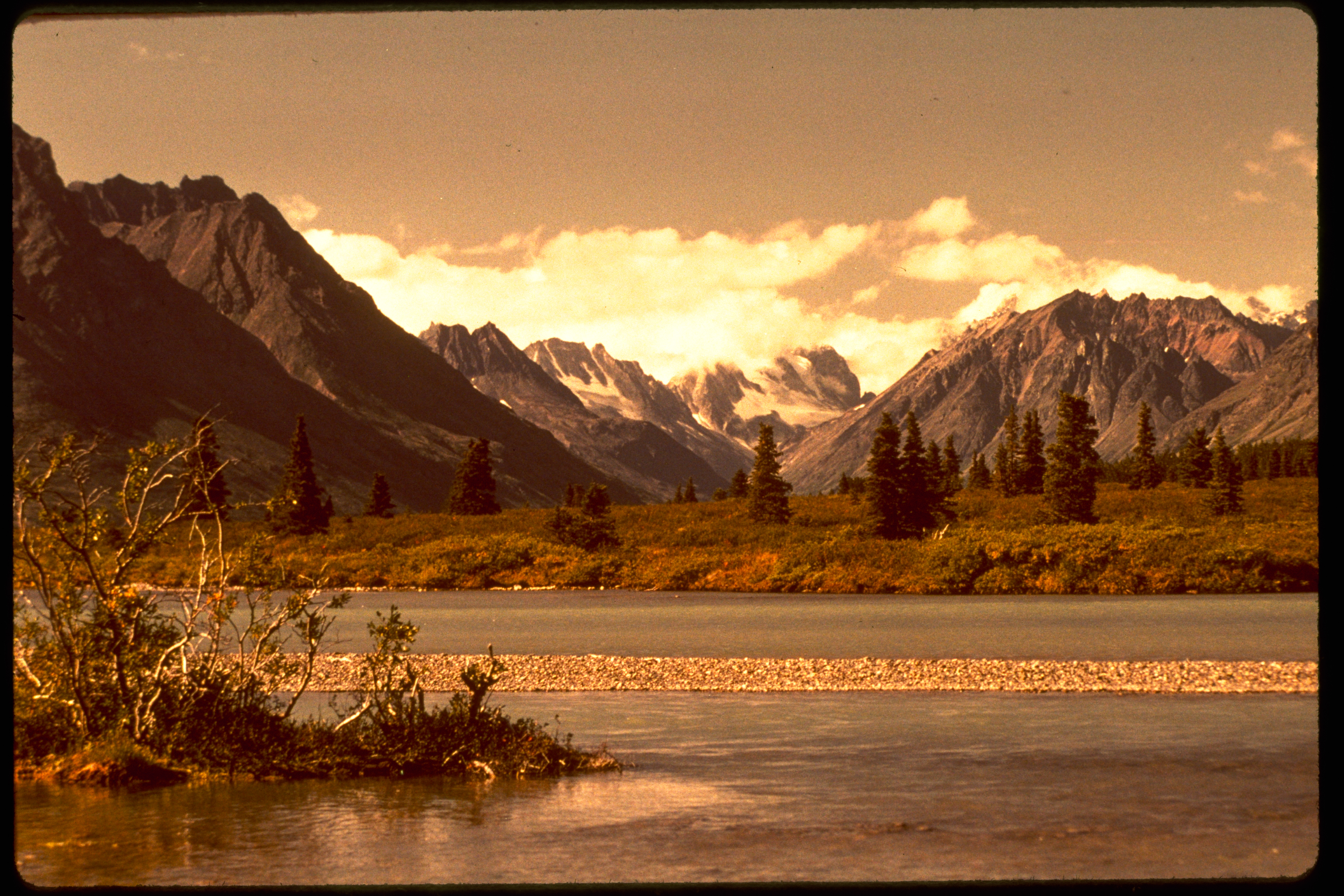
Paysage
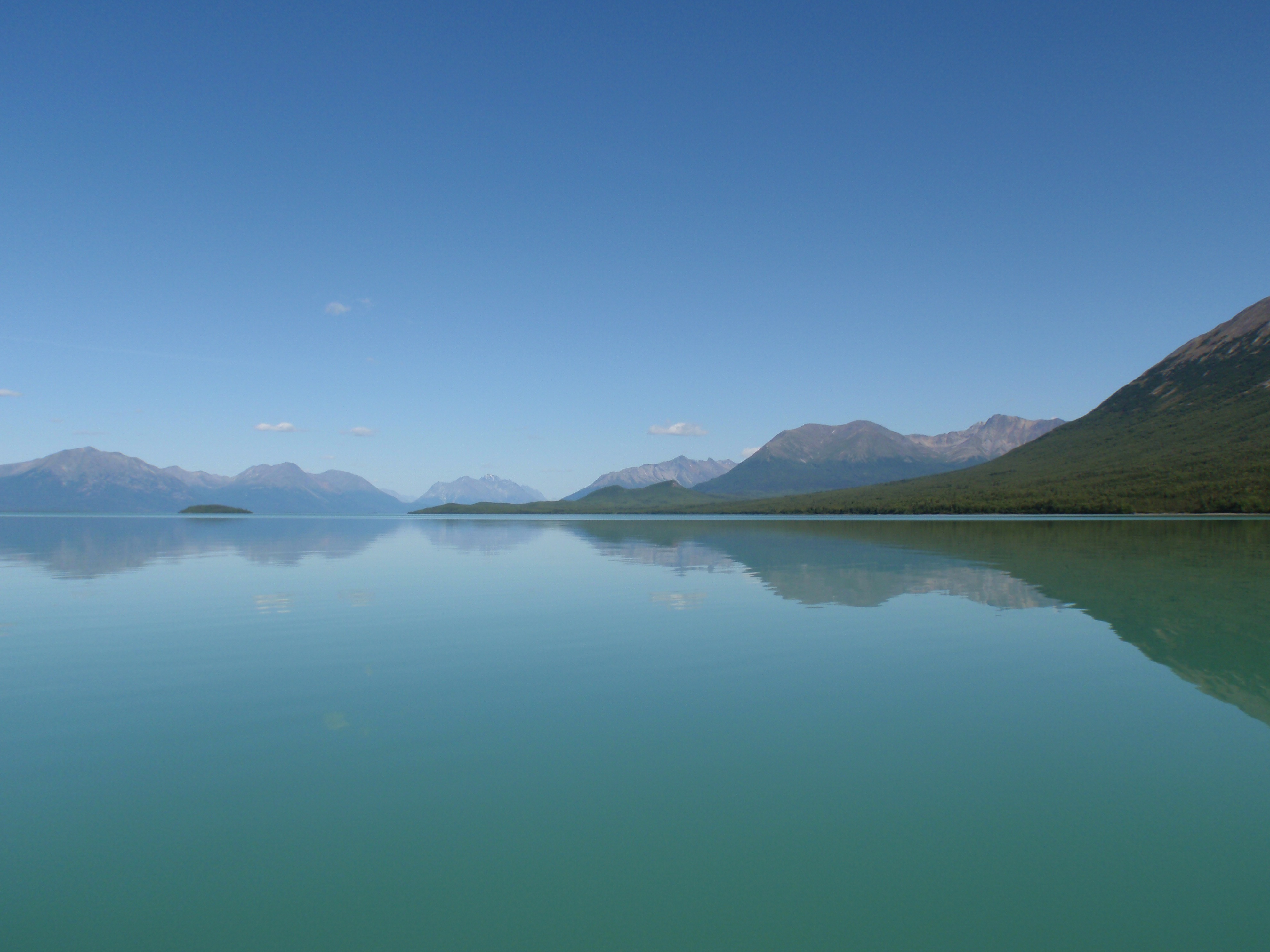
Lake Clark
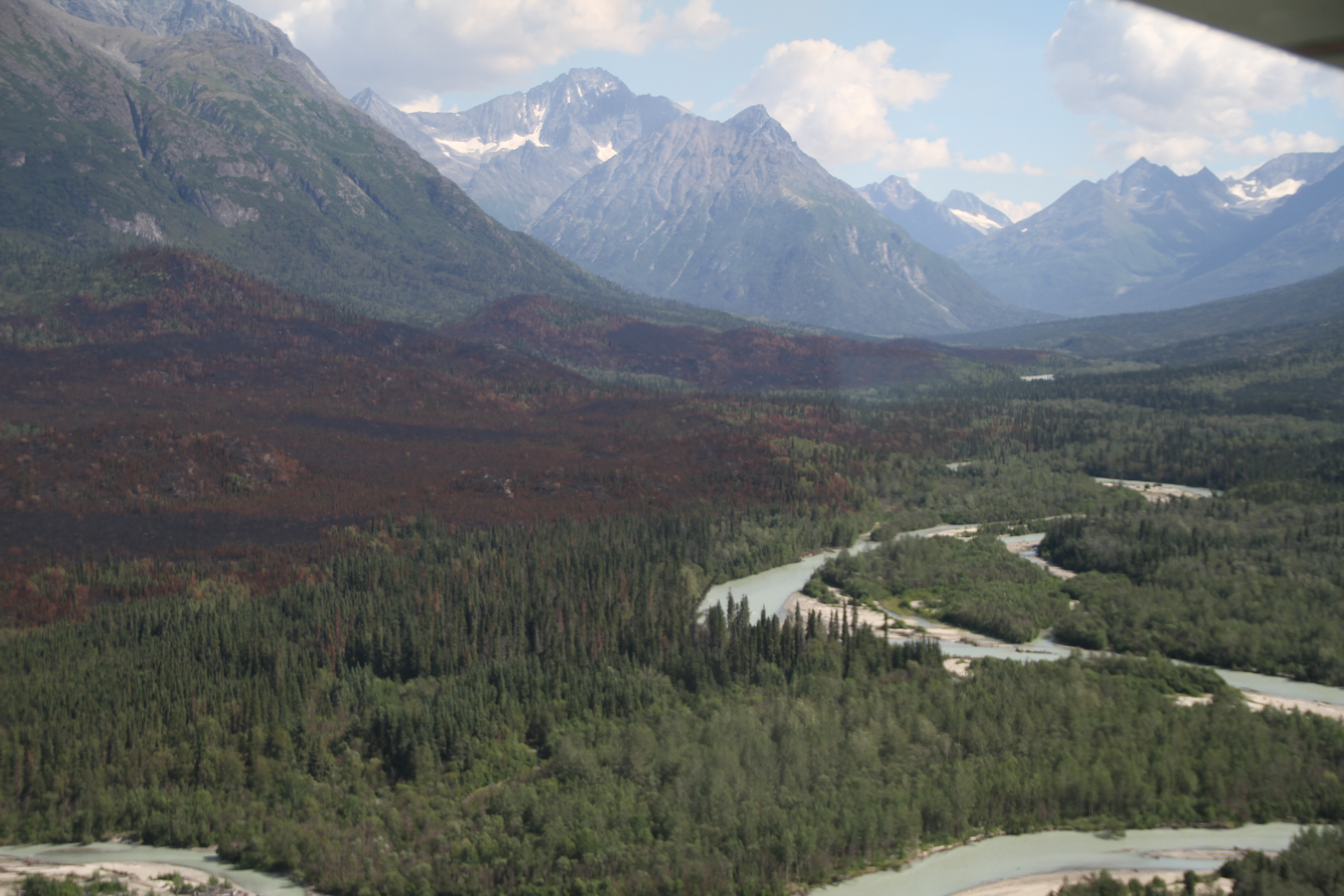
Currant Creek
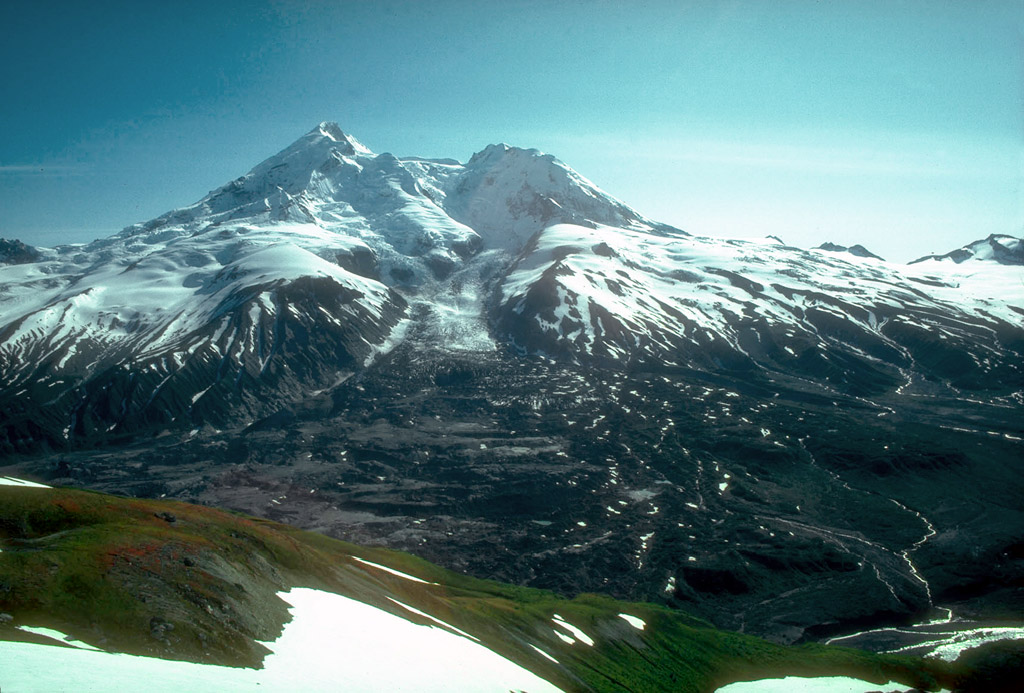
Mont Redoubt
- Carte du parc
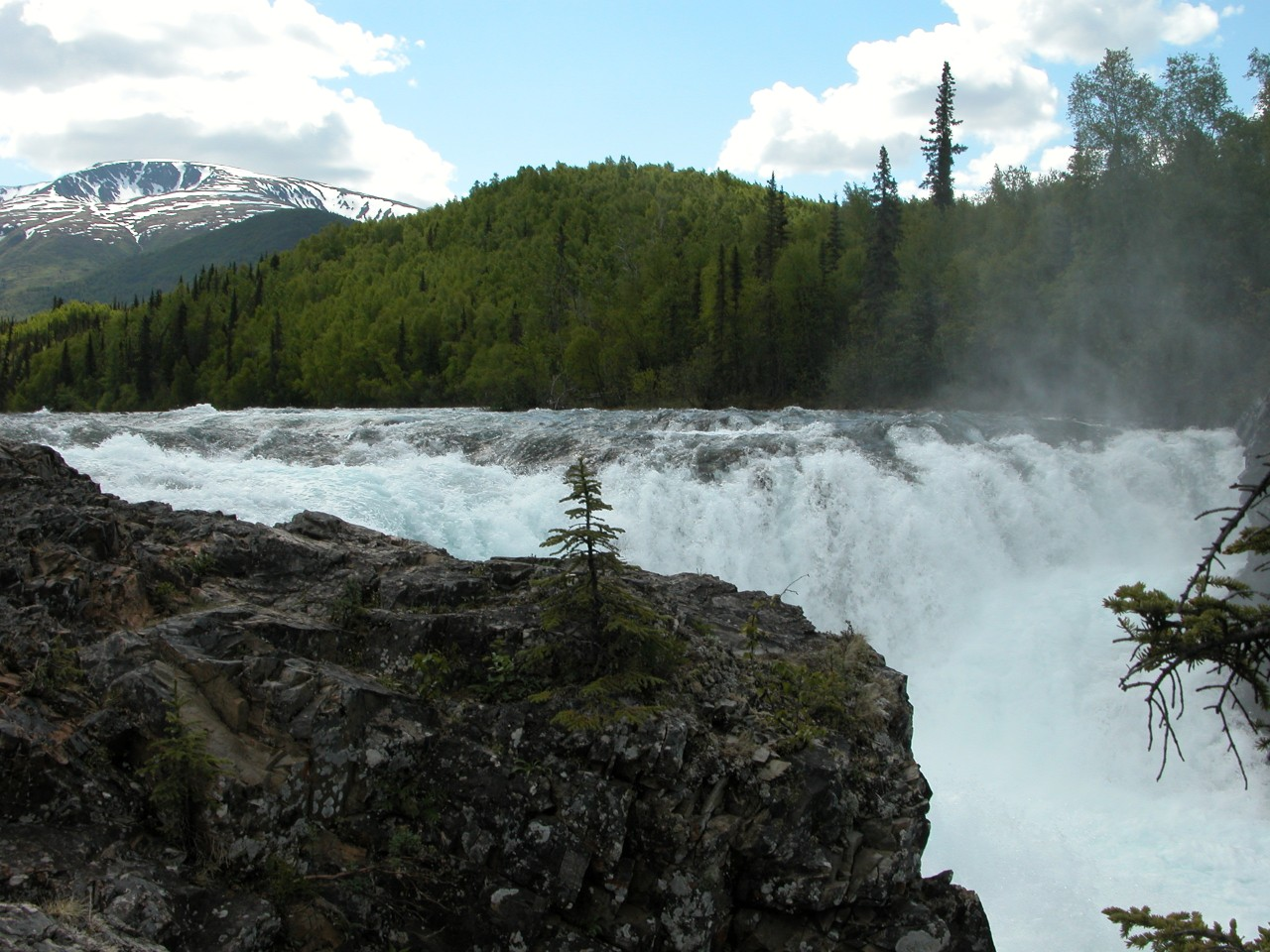
Chutes de Tanalian
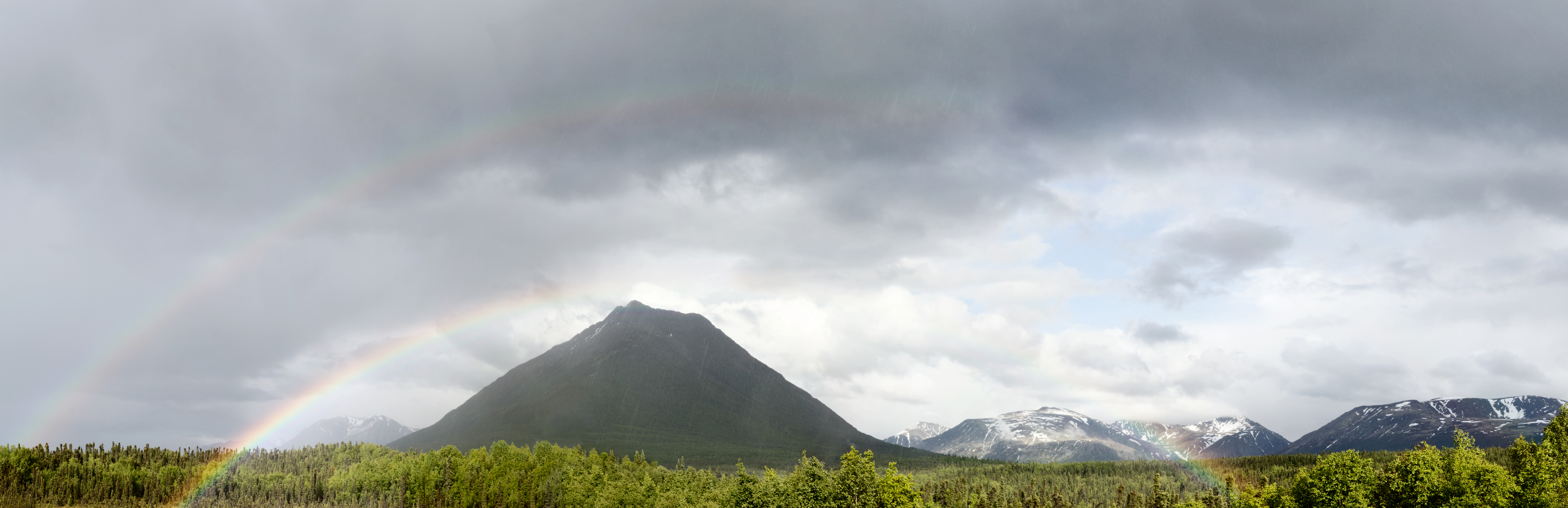
Tanalian Mountain

## Faune
La variété des écosystèmes du parc fait que s'y retrouvent presque tous les animaux majeurs d'Alaska, qu'ils soient terrestres ou marins. Les plus gros mammifères sont le grizzli, l'ours noir, l'élan, le mouflon de Dall, et le caribou, qui compte + de 30 000 spécimens. On y trouve également des loups, des coyotes, des lynx, des gloutons, des martres, des renards roux, des castors et des loutres. Les oiseaux les plus imposants sont le pygargue à tête blanche (ou aigle chauve, emblème des Etats-Unis), l'aigle doré et le faucon pèlerin. Le parc est surtout renommé également pour ses populations de saumons, notamment les saumons rouges de la Kvichak River, qui constituent une des populations les plus importantes du monde, et représentent 16% de la production américaine. Les mammifères marins vivant le long des côtes du parc sont le lion de mer, la baleine blanche (ou béluga), le phoque commun ou encore le marsouin. 

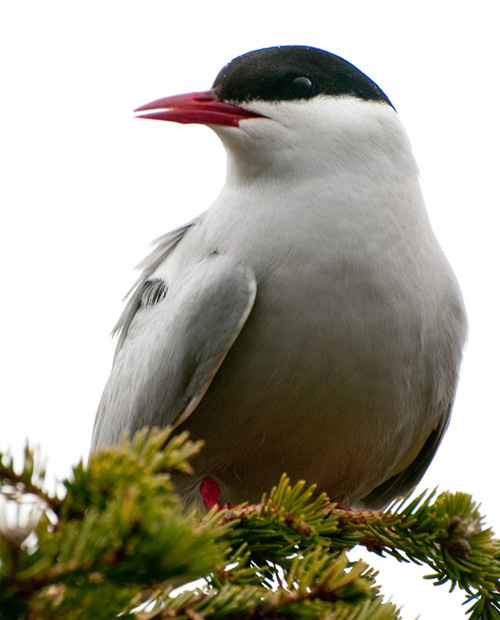
Sterne arctique
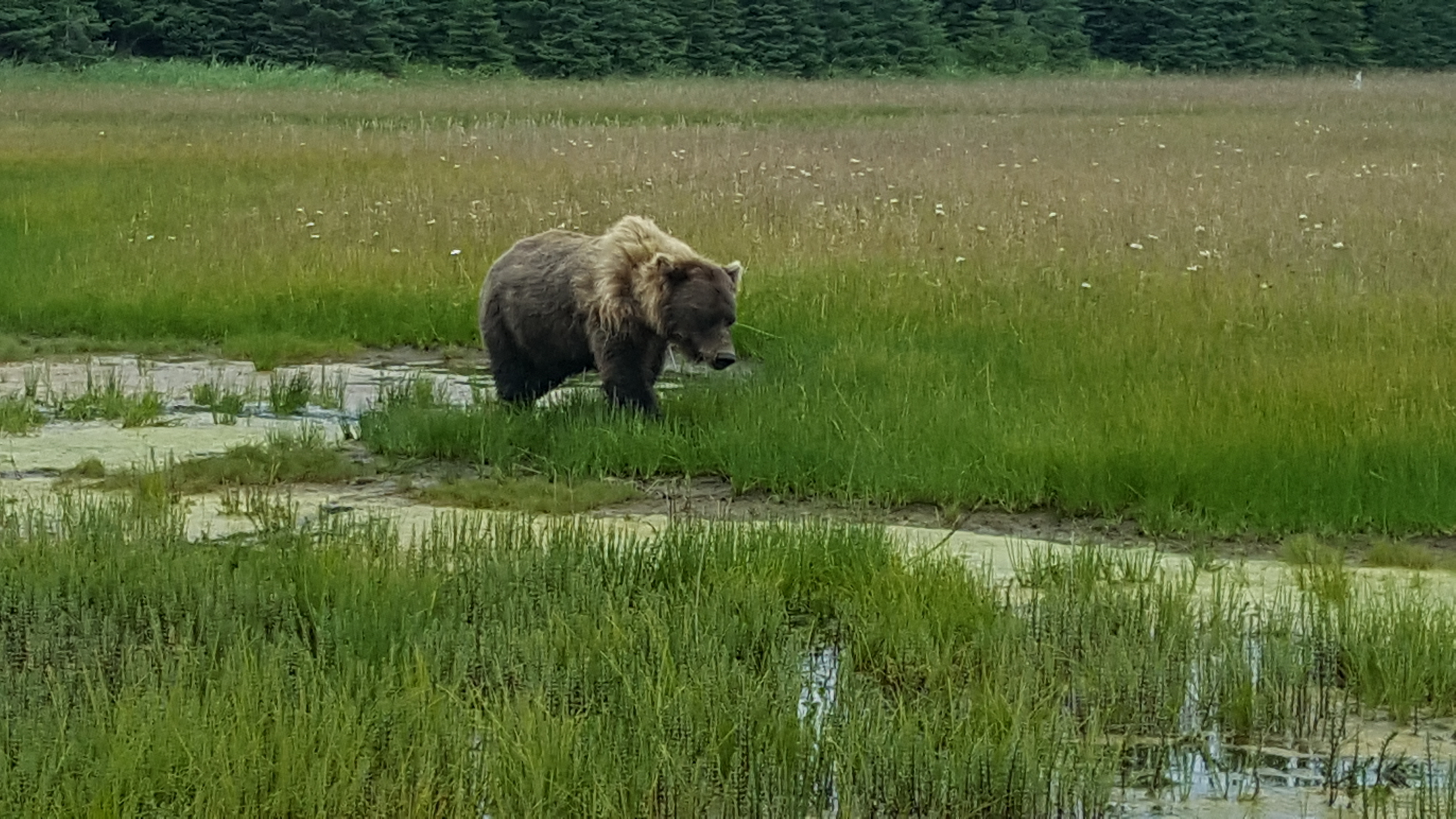
Grizzli
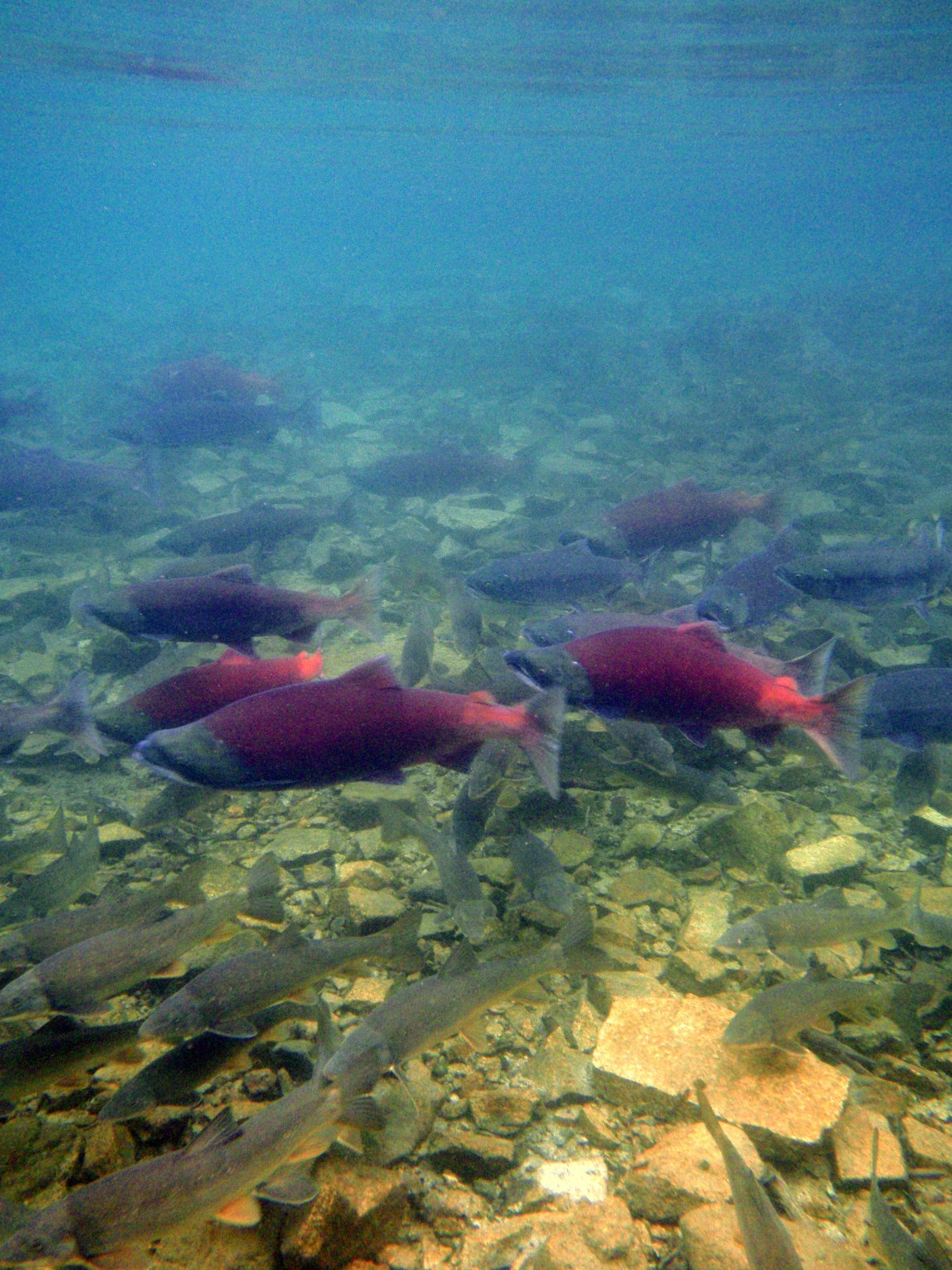
Saumons rouges

## Activités
Le parc et la réserve offrent une variété d'activités possibles, comme le kayak, le rafting, la pêche, la randonnée et le camping. La plupart des grands animaux d'Alaska, et en particulier les ours bruns, sont présents et visibles dans le parc. L'observation des saumons est également une activité populaire. La pêche est autorisée dans le parc et la réserve, tandis que la chasse sportive est autorisée dans la réserve. La pêche sur glace est également possible en hiver. 